# Nekrolog 1640
Nekrolog
◄◄
| ◄
| 1636
| 1637
| 1638
| 1639
| 1640 | 1641 | 1642 | 1643 | 1644 | ► | ►►
Weitere Ereignisse | Allgemeiner Nekrolog 1640
Die Beschreibung der verstorbenen Person sollte so kurz wie möglich gehalten sein und nur deren signifikante Tätigkeit(en) enthalten.
Neue Namen ggf. auch unter dem Geburts- und Sterbedatum, also etwa unter 1. Januar und im Geburts- und Sterbejahr (2024) eintragen (nur bei entsprechender großer Wichtigkeit). Für Beispiele siehe die schon vorhandenen Artikel.
Außerdem über die fünf zuletzt Verstorbenen, zu denen es einen ausreichend guten Artikel für eine Präsentation auf der Hauptseite gibt, nach der todesbedingten Überarbeitung der Artikel ggf. auch unter Wikipedia Diskussion:Hauptseite informieren und sie am besten auch in den anderen Wikipedia-Sprachversionen eintragen. Tipp: Regelmäßig bei news.google.de nach „ist tot“, „gestorben“ oder „verstorben“ suchen.
Wenn eine Person gestorben ist, gibt es viele Seiten zu dieser Person in der Wikipedia, die davon auch betroffen sind und entsprechend aktualisiert werden müssen. Beispiele: Namenübersichtsseite, Geburtsjahr, Geburtsort-Seiten und viele mehr.
Wie finde ich die betroffenen Seiten?
Im Suchfeld auf der linken Seite gibt man den Suchbegriff so ein: „Vorname Nachname“. Dann klickt man auf Volltext und alle Seiten mit entsprechendem Suchtext werden aufgerufen. Hier sieht man dann schnell, wo auch das Todesjahr Sinn macht oder sogar ein Teil des Artikels angepasst werden muss. Auch hilft das „Werkzeug“ auf der linken Seite sehr gut, um solche Seiten aufzufinden: „Links auf diese Seite“. Somit ist die Wikipedia wieder aktuell in allen Bereichen! Hinweis: bei Eintragung der Kategorie „Gestorben JAHR“ wird der Missbrauchsfilter 49 ausgelöst, was jedoch nicht schlimm ist. Siehe: Spezial:Missbrauchsfilter/49
Dies ist eine Liste von im Jahr 1640 verstorbenen bekannten Persönlichkeiten. Die Einträge erfolgen innerhalb der einzelnen Daten alphabetisch sortiert. Tiere sind im Nekrolog für Tiere zu finden.

## Januar
| Tag        | Name                        | Beruf, bekannt als                                                     | Alter | Beleg |
| ---------- | --------------------------- | ---------------------------------------------------------------------- | ----- | ----- |
| 7. Januar  | Andreas Merck               | deutscher evangelischer Theologe und Pfarrer                           | 44    |       |
| 12. Januar | Georg Riedesel zu Eisenbach | 12. Hessischer Erbmarschall                                            | 51    |       |
| 21. Januar | Donatus von Freywaldt       | deutscher Mediziner, Medizinprofessor, Leibarzt                        | 53    |       |
| 22. Januar | Erasmus Quellinus I.        | flämischer Bildhauer der Künstlerfamilie Quellinus                     |       |       |
| 25. Januar | Robert Burton               | englischer Schriftsteller und anglikanischer Geistlicher und Gelehrter | 62    |       |
| 28. Januar | Heinrich Matthias von Thurn | Hauptführer des böhmischen Aufstandes                                  | 72    |       |
| 30. Januar | Wilhelm von Calcum          | schwedisch-mecklenburgischer Generalmajor                              | 55    |       |
| Januar     | Johann Wilhelm Baur         | deutscher Miniaturmaler, Radierer und Kupferstecher des Barock         | 32    |       |
| Januar     | Johann Georg Czigan         | schlesischer Freiherr                                                  |       |       |

## Februar
| Tag         | Name                     | Beruf, bekannt als                             | Alter | Beleg |
| ----------- | ------------------------ | ---------------------------------------------- | ----- | ----- |
| 2. Februar  | Johanna von Lestonnac    | französische Ordensgründerin                   | 83    |       |
| 5. Februar  | Matthias Bernegger       | deutscher Philologe, Hochschullehrer und Autor | 57    |       |
| 8. Februar  | Murad IV.                | Sultan des Osmanischen Reiches (1623–1640)     | 27    |       |
| 12. Februar | Michael Altenburg        | deutscher Komponist                            | 55    |       |
| 24. Februar | Johann von der Berswordt | westfälischer Geschichtsschreiber              |       |       |

## März
| Tag      | Name                             | Beruf, bekannt als | Alter | Beleg |
| -------- | -------------------------------- | --- | ----- | ----- |
| 5. März  | Johann Frischherz                | bernischer Politiker und Offizier | 52    |       |
| 8. März  | Samuel Ward                      | englischer Geistlicher |       |       |
| 13. März | Manassès de Pas                  | französischer Feldherr und Gesandter | 49    |       |
| 23. März | Thomas Carew                     | englischer Dichter |       |       |
| 24. März | Michiel Pauw                     | Schepen von Amsterdam, Direktor der Niederländischen Westindien-Kompanie sowie Begründer einer eigenen Kolonie an der nordamerikanischen Ostküste, ‘Pavonia’ genannt, und deren „Landesherr“ | 49    |       |
| März     | Johann Ludwig Hektor von Isolani | kaiserlicher General der kroatischen Reiter im Dreißigjährigen Krieg |       |       |
| März     | Philip Massinger                 | englischer Dichter und Übersetzer |       |       |

## April
| Tag       | Name                                   | Beruf, bekannt als                                             | Alter | Beleg |
| --------- | -------------------------------------- | -------------------------------------------------------------- | ----- | ----- |
| 2. April  | Paul Fleming                           | deutscher Schriftsteller und Arzt                              | 30    |       |
| 2. April  | Maciej Sarbiewski                      | Jesuit und neulateinischer Schriftsteller                      | 45    |       |
| 5. April  | Petrus Kirstenius                      | deutschstämmiger Arzt und Philologe                            | 62    |       |
| 9. April  | Hermann Latherus                       | deutscher Jurist                                               | 57    |       |
| 10. April | Agostino Agazzari                      | italienischer Komponist und Musiktheoretiker                   | 61    |       |
| 16. April | Charlotte Flandrina von Oranien-Nassau | Äbtissin von Sainte-Croix                                      | 60    |       |
| 22. April | François IV. Fouquet                   | französischer Magistrat und Geschäftsmann                      | 53    |       |
| 22. April | Pierre Brûlart de Sillery              | französischer Staatsmann                                       | 57    |       |
| 24. April | Hans Hillger                           | sächsischer Glocken- und Büchsengießer, Dresdner Bürgermeister | 73    |       |
| April     | Uriel da Costa                         | jüdischer Philosoph und Theologiekritiker                      |       |       |

## Mai
| Tag     | Name                         | Beruf, bekannt als                    | Alter | Beleg |
| ------- | ---------------------------- | ------------------------------------- | ----- | ----- |
| 7. Mai  | Heinrich von Ryssel          | deutscher Handelsmann                 | 46    |       |
| 9. Mai  | Peter Theodoricus            | deutscher Rechtswissenschaftler       | 59    |       |
| 19. Mai | Karl Johann Franz von Bayern | bayerischer Prinz                     | 21    |       |
| 28. Mai | Heinrich Remmers             | Ratsherr der Hansestadt Lübeck        |       |       |
| 30. Mai | André Duchesne               | französischer Geograph und Historiker |       |       |
| 30. Mai | Peter Paul Rubens            | flämischer Maler                      |       |       |

## Juni
| Tag      | Name                                        | Beruf, bekannt als                                             | Alter | Beleg |
| -------- | ------------------------------------------- | -------------------------------------------------------------- | ----- | ----- |
| 2. Juni  | Katharina Ursula von Hohenzollern-Hechingen | Ehefrau des Markgrafen Wilhelm von Baden-Baden                 |       |       |
| 3. Juni  | Theophilus Howard, 2. Earl of Suffolk       | englischer Adeliger                                            |       |       |
| 5. Juni  | Friedrich Hortleder                         | deutscher Historiker und Politiker                             | 61    |       |
| 6. Juni  | Ortolph Fomann der Jüngere                  | deutscher Historiker und Rechtswissenschaftler                 | 42    |       |
| 15. Juni | David Crusius                               | deutscher Mediziner                                            | 51    |       |
| 16. Juni | Peter Hasse der Ältere                      | deutscher Organist und Komponist                               |       |       |
| 28. Juni | Kaspar von Questenberg                      | deutscher Geistlicher, Abt des Prämonstratenserstiftes Strahov |       |       |
| 29. Juni | John Adson                                  | englischer Komponist und Zinkenist                             |       |       |

## Juli
| Tag      | Name                             | Beruf, bekannt als                                                     | Alter | Beleg |
| -------- | -------------------------------- | ---------------------------------------------------------------------- | ----- | ----- |
| 3. Juli  | Giuseppe Cesari                  | italienischer Maler                                                    | 72    |       |
| 6. Juli  | William Cecil, 2. Earl of Exeter | englischer Politiker und Peer                                          |       |       |
| 13. Juli | Heinrich Casimir I.              | Graf von Nassau-Diez, Statthalter von Friesland, Groningen und Drenthe | 28    |       |
| 15. Juli | Åke Tott                         | schwedischer General und Politiker                                     | 42    |       |
| 17. Juli | Johannes Kassian Speiser         | deutscher Benediktinerabt                                              | 57    |       |
| 25. Juli | Francisco Laso de la Vega        | spanischer Militär und Gouverneur                                      |       |       |
| 31. Juli | Friedrich Popping                | deutscher Jurist und Ratssekretär der Hansestadt Lübeck                |       |       |

## August
| Tag        | Name            | Beruf, bekannt als   | Alter | Beleg |
| ---------- | --------------- | -------------------- | ----- | ----- |
| 17. August | Wilhelm Kettler | Herzog von Kurland   | 66    |       |
| 22. August | Wilhelm Ludwig  | Graf von Saarbrücken | 49    |       |

## September
| Tag           | Name                              | Beruf, bekannt als                                                       | Alter | Beleg |
| ------------- | --------------------------------- | ------------------------------------------------------------------------ | ----- | ----- |
| 10. September | Kaspar von Hohenems               | Reichsgraf                                                               | 67    |       |
| 21. September | Thomas Jackson                    | englischer Theologe                                                      | 61    |       |
| 21. September | Ludolf von Münchhausen            | deutscher Adeliger                                                       | 70    |       |
| 25. September | Philipp Karl                      | Fürst von Arenberg, Herzog von Aarschot, Offizier in Habsburger Diensten | 52    |       |
| 30. September | Charles de Lorraine, duc de Guise | Herzog von Guise                                                         | 69    |       |

## Oktober
| Tag         | Name                     | Beruf, bekannt als                                                                | Alter | Beleg |
| ----------- | ------------------------ | --------------------------------------------------------------------------------- | ----- | ----- |
| 6. Oktober  | Wolrad IV.               | Graf von Waldeck zu Eisenberg                                                     | 52    |       |
| 9. Oktober  | Michael Schmachtenberger | Stiftspropst von Heidenfeld                                                       |       |       |
| 18. Oktober | Georg Mylius             | deutscher Dichter und evangelischer Theologe                                      | 27    |       |
| 26. Oktober | Pietro Tacca             | italienischer Architekt, Bildhauer und Bronzegießer                               | 63    |       |
| 29. Oktober | Aubertus Miraeus         | Kirchenhistoriker und römisch-katholischer Geistlicher                            | 66    |       |
| 30. Oktober | David Meier              | deutscher lutherischer Theologe, Lehrer und Direktor einer Schule, Schriftsteller | 68    |       |
| 31. Oktober | Richard Neile            | Erzbischof der anglikanischen Kirche                                              |       |       |
| Oktober     | William Howard           | englischer Adliger und Antiquar                                                   | 76    |       |

## November
| Tag          | Name                        | Beruf, bekannt als                                                              | Alter | Beleg |
| ------------ | --------------------------- | ------------------------------------------------------------------------------- | ----- | ----- |
| 1. November  | Albrecht Schrick            | Bürgermeister der Reichsstadt Aachen                                            | 67    |       |
| 5. November  | Jacob Fabricius             | deutscher evangelisch-lutherischer Theologe, Hauptpastor, Generalsuperintendent | 80    |       |
| 7. November  | Antonius Thysius der Ältere | niederländischer reformierter Theologe                                          | 75    |       |
| 14. November | Otto V.                     | letzte Nachkomme des Hauses Schauenburg                                         | 26    |       |
| 15. November | Johann Rudolf von Breda     | schwedischer Oberst und Militärkommandant von Magdeburg                         |       |       |
| 15. November | Balthasar Walther           | deutscher Philologe und lutherischer Theologe                                   | 54    |       |
| 19. November | Christoph Radziwiłł         | Hetman in Litauen, Gouverneur von Wilna                                         | 55    |       |
| 22. November | Mario Minniti               | italienischer Maler                                                             | 62    |       |
| 24. November | Sebastian Span              | deutscher Jurist                                                                | 69    |       |
| 25. November | Giles Farnaby               | englischer Komponist                                                            |       |       |
| 28. November | Leonhard von Götz           | Bischof von Lavant                                                              |       |       |
| November     | Georg Philipp von Zehmen    | Oberst und Kommandant von Coburg                                                |       |       |

## Dezember
| Tag          | Name                               | Beruf, bekannt als                                                           | Alter | Beleg |
| ------------ | ---------------------------------- | ---------------------------------------------------------------------------- | ----- | ----- |
| 1. Dezember  | Georg Wilhelm                      | Kurfürst von Brandenburg                                                     | 45    |       |
| 3. Dezember  | Johannes Meelführer                | deutscher evangelischer Theologe und Schriftsteller                          | 69    |       |
| 3. Dezember  | Nikolaus von Troilo                | deutscher Geistlicher, Domherr in Breslau                                    | 58    |       |
| 9. Dezember  | Pierre Fourier                     | katholischer Priester, Augustiner-Chorherr, Heiliger der katholischen Kirche | 75    |       |
| 10. Dezember | Nikolaus III. Molitor              | deutscher Benediktinerabt                                                    |       |       |
| 11. Dezember | Hermann Mesander                   | deutscher Pastor und Dichter                                                 |       |       |
| 15. Dezember | Wilhelm Baudaert                   | niederländischer Theologe                                                    | 75    |       |
| 16. Dezember | Curt Adolph Dietrich von Schönberg | kurfürstlich-sächsischer Kammerherr und Rittergutsbesitzer                   | 50    |       |
| 23. Dezember | Levin von der Schulenburg          | Landrat im Fürstentum Anhalt                                                 | 59    |       |
| 24. Dezember | Burkhard von Erlach                | deutscher Jurist und Hofmarschall                                            | 74    |       |
| 30. Dezember | Jean François Régis                | französischer Heiliger, Jesuit und Prediger                                  | 43    |       |
| 31. Dezember | Ernst Christoph                    | Graf von Ostfriesland und Rietberg                                           | 34    |       |
| 31. Dezember | Paul Rötting                       | kaiserlicher Beamter, Dresdner Ratsherr und Bürgermeister                    |       |       |

## Datum unbekannt
| Tag | Name                      | Beruf, bekannt als                                                              | Alter | Beleg |
| --- | ------------------------- | ------------------------------------------------------------------------------- | ----- | ----- |
|     | Claudio Achillini         | italienischer Philosoph, Theologe, Mathematiker, Poet, und Jurist               |       |       |
|     | John Atherthon            | anglikanischer Bischof                                                          |       |       |
|     | Don Rodrigo de Barragan   | österreichischer und Pfalz-Neuburger Militär und Beamter                        |       |       |
|     | Jean de Beaugrand         | französischer Mathematiker, Philosoph und Maler                                 |       |       |
|     | Pieter van den Broecke    | holländischer Militär und Kaufmann                                              |       |       |
|     | Francesca Caccini         | italienische Sängerin und Komponistin                                           |       |       |
|     | Juan del Castillo         | spanischer Maler                                                                |       |       |
|     | Melayê Cezîrî             | kurdischer Schriftsteller, Poet und Mystiker                                    |       |       |
|     | Fabio Colonna             | italienischer Botaniker                                                         |       |       |
|     | Thomas Coteel             | englischer Kaufmann und Politiker                                               |       |       |
|     | Christoph Dehne           | deutscher Bildhauer und Steinmetz                                               |       |       |
|     | Matthys Elsevier          | niederländischer Buchhändler und Buchdrucker                                    |       |       |
|     | Claude d’Esternod         | französischer Schriftsteller                                                    |       |       |
|     | Nicolas Fiva              | Mathematiker und der erste Schweizer Jesuit im Fernen Osten                     |       |       |
|     | Valentin Friderich        | Festungsbauer                                                                   |       |       |
|     | Hezarfen Ahmed Çelebi     | osmanischer Luftfahrtpionier                                                    |       |       |
|     | Georg Keller              | deutscher Kupferstecher, Radierer, Zeichner und Maler                           |       |       |
|     | Samuel Mareschall         | belgischer reformierter Kirchenkomponist                                        |       |       |
|     | Otto Melander             | deutscher Rechtswissenschaftler, Diplomat und Schriftsteller                    |       |       |
|     | John Melton               | englischer Händler, Schriftsteller und Politiker                                |       |       |
|     | Rinaldo Scarlicchio       | Bischof von Triest und von Laibach                                              |       |       |
|     | Johann Albin Schlick      | böhmischer Standesherr und Anhänger des Winterkönigs Friedrich V. von der Pfalz |       |       |
|     | Johann Karl von Schönburg | Oberamtmann in Königstein                                                       |       |       |
|     | Joel Serkes               | jüdischer Gelehrter und Dezisor                                                 |       |       |
|     | Biagio Tomasi             | italienischer Organist und Komponist                                            |       |       |
|     | Richard Verstegen         | holländisch-englischer Schriftsteller                                           |       |       |
|     | Hendrick Cornelisz. Vroom | niederländischer Maler und Zeichner                                             |       |       |